# Carl Fredrik Johanson
Carl Fredrik Johanson, född den 16 september 1876 i Rytterne församling, Västmanlands län, död den 16 april 1936 i Västerås, var en svensk ämbetsman.
Johanson blev student vid Uppsala universitet 1894 och avlade examen till rättegångsverken där 1898. Han blev extra ordinarie landskontorist i Östergötlands län 1903, länsbokhållare där 1904 och länsassessor 1917. Johanson var tillförordnad landskamrerare i Östergötlands län 1915–1924 och ordinarie landskamrerare i Västmanlands län från 1924 till sin död. Han blev riddare av Vasaorden 1918 och av Nordstjärneorden 1926 samt kommendör av andra klassen av sistnämnda orden 1934. Johanson vilar på Västra griftegården i Linköping.